# 托瓦爾 (梅里達州)
托瓦爾（西班牙語：Tovar），是委內瑞拉的城鎮，位於該國西部梅里達州，是托瓦爾市的首府，距離梅里達市約74公里，始建於1850年4月19日，海拔高度952米，面積11平方公里。